# Logorama
Logorama es una película cortometraje francesa de animación dirigida por François Alaux, Hervé de Crecy y Ludovic Houplain y producida por Autour de Minuit. El film presenta diversas situaciones ocurridas en un Los Ángeles repleto de más de 2.500 logos y mascotas de diversas compañías. El cortometraje ganó el Premio Kodak en el Festival de Cine de Cannes de 2009 y el Óscar al mejor cortometraje animado en los Premios Óscar.

## Sinopsis
Empieza mostrándose un panorama de Los Ángeles, una ciudad donde todas las edificaciones y habitantes forman parte de entidades comerciales (al principio se muestra la Gaviota de San Diego comiendo las mariposas de MSN). La mascota de Pringles (David Fincher) se detiene en el estacionamiento de un restaurante y se le insinúa a una mascota de Esso, que trabaja como mesera. La escena muestra una panorámica de la ciudad, cuyo cielo es surcado por los logotipos alados de Bentley y Aston Martin. En otro orden de cosas, dos policías Michelin (Bob Stephenson y Sherman Augustus) discuten dentro de su carro sobre los animales de los zoológicos. Al otro lado de la ciudad, las mascotas de Haribo y de la cadena de restaurantes Big Boy dan un tour por el zoológico arriba de un minitren capitaneado por el Maestro Limpio y rellenado por una docena de hombrecitos Bic. 
Mientras uno de los policías sale de comprar en KFC, al otro le informan que se le ha perdido la pista a un criminal montado en un camión de reparto rojo. Cuando el Michelin que compraba sale de la tienda, se encuentra con el maleante: un Ronald McDonald. Ambos policías comienzan una persecución que rápidamente degenera y mucha gente resulta herida. Como unos chicos están provocando al león de la Metro-Goldwyn-Mayer del zoológico, un Gigante Verde los obliga a salir. El autobús escolar se detiene cuando el camión de Ronald McDonald se estrella cerca de un Pizza Hut, donde trabaja la mesera Esso. A la vez, ahí están comiendo dos mascotas de Pringles.
Del maletero destruido del camión de Ronald McDonald salen armas biológicas y de fuego. Los dos niños, (Haribo y Big Boy), salen a curiosear y Ronald McDonald los agarra por sorpresa, tomando como rehén a (Big Boy), el cual le muerde en el brazo y se esconde detrás de uno de los mostradores, junto a la mesera Esso. Furioso, Ronald McDonald empieza a disparar, por lo que la policía empieza a repeler los tiros. 
Un Michelin apunta a Ronald McDonald, pero al temblar la tierra, falla el tiro y da al helicóptero policial, el cual cae y a su vez empieza un terremoto que destruye las calles. Durante el sismo, resultan aplastadas las dos mascotas de Pringles. Big Boy y la mesera Esso huyen y roban un coche de la policía. 
Ambos escapan de la ciudad destruida y se topan con el famoso cartel de Hollywood. Al acercarse, una O cae en medio del camino. Logran esquivarla, pero el descontrol del vehículo los hace caer en un precipicio. El auto se estrella con un árbol y afortunadamente no caen al agua. El terremoto, al abrir inmensas grietas, revienta los pozos petroleros, sumergiendo así a la ciudad en dicho combustible. 
Finalmente, la mesera Esso toma una manzana y se hace un alejamiento, mostrando toda la galaxia llena de un sinnúmero de logos.

## Mensaje
Logorama intenta presentar cómo los logotipos están presentes en nuestro día a día. El equipo de H5 dijo, "Logorama nos muestra un mundo completamente comercial, construido con logos y marcas reales, destruidos por una serie de desastres naturales (incluyendo un terremoto y un tsunami de petróleo). Los logotipos enseñan un universo alarmante, similar al que estamos viviendo, con gráficos que nos acompañan en lo cotidiano. Dicho universo organizado se transforma violentamente, debido a un cataclismo fantástico y absurdo. Muestra la victoria de lo creativo sobre lo racional, donde la naturaleza y la fantasía humana triunfan".

## Premios
Logorama ha recibido las siguientes nominaciones y premios:
| Premio                                                                               | Año  |
| ------------------------------------------------------------------------------------ | ---- |
| Kodak Discovery — Mejor Cortometraje                                                 | 2009 |
| Festival Internacional de Curtas Metragans                                           | 2009 |
| Festival Internacional de Cortometrajes                                              | 2009 |
| Festival Internacional de Estocolmo — Mejor Cortometraje                             | 2009 |
| Festival de Vendôme — Mejor Dirección                                                | 2009 |
| Festival Internacional de Bilbao — Mejor Animación                                   | 2009 |
| 82.ª ceremonia de entrega de los premios Óscar — Óscar al mejor cortometraje animado | 2010 |
| Premios César — Mejor Cortometraje                                                   | 2011 |

## Algunos símbolos y mascotas
- Julius Pringles, "mascota" de Pringles
- Mariposas MSN, del logo de MSN
- Pelícano, símbolo de San Diego
- Ronald McDonald, mascota de McDonald's
- Malibú
- Cruise America
- French's
- Mmedios
- Hiper
- VH1
- Cal Fed
- Emi
- Miko (ice cream)
- Wilson DB trucks
- Energizer
- Camel Cigarrettes
- Ecko Unltd.
- Pizza Hut
- Human
- Randy's Donuts
- National School Transportation Association
- Eveready
- Canadian Natural
- NASCAR
- Dunkin' Donuts
- Starbucks
- Nespresso
- Royal Air Force
- Carl's Jr.
- Wendy's
- Hard Rock Cafe
- Batman's Logo
- Courtesy Transportation
- Mobil
- Rubbermaid
- Fox Sports Net
- Walmart
- Ford
- Columbia House
- Red Roof Inns
- DuPont
- Bentley
- 7-Eleven
- Aston Martin
- Oxxo
- Coke
- Comfort
- S&H Green Stamps
- Clarion Inn
- My First Thomas
- Sleep In
- Personas amarillas, de Windows AOL
- Betten
- Esso
- Bibendum, personaje/mascota/imagen de Michelin, como policías.
- Chico de Big Boy
- Chico de Haribo
- Audi
- Nespresso
- eurocopter
- Ge
- Westinghouse
- Hot Wheels
- Marlboro
- Best Western
- AVIS
- La Quinta
- Blaupunk
- BMW
- Cruz
- Chevrolet
- Gatorade
- El chico de BIC, como los estudiantes.
- Fanta, McCain, Slurm, Dr. Pepper, Crunch, Sprite, Bud Light, Burger King
- Johnnie Walker
- 48 States
- Intel Inside
- Fido Dido, mascota de Seven Up
- Blockbuster
- HP
- Dolby Surround
- M&M's
- Nokia
- Conejitos de Playboy
- Paramount
- Pingüino, mascota de Linux
- Cocodrilos de Lacoste
- Prada
- Jaguar
- León de la Metro Goldwyn-Mayer
- Audi
- Cartel de Contenido Explícito
- Cartel en la pared de Pink Floyd – The Wall
- QuickTime Player
- Formica
- Red Stripe
- Gerflor
- Nickelodeon
- Evian
- GMC
- Subway
- Logo de Bluetooth
- Yamaha
- Nintendo
- Nike Universal de color verde
- MTV
- Pumper Nic
- Ciervos de John Deere
- Mercedes-Benz
- Volkswagen
- Lavazza
- Leica
- MDATF
- Cisco Systems
- Dexia
- Crem Helado
- Antiguo icono de Apple Inc.
- X-Box
- Sex Pistols
- Logo de Los Cazafantasmas
- Grease 2
- Toro de los Chicago Bulls
- Telcel
- Colgate
- Windows
- Enron
- IBM
- Signo de Señal de los celulares
- Cartel de Hollywood
- Cactus con la forma del signo de USB
- HBO
- Phillips
- Nestle
- Levi's
- South Park
- Panasonic
- The North Face
- Adobe
- Samsung
- Walt Disney Pictures
- Lego
- Wega
- Atlantic Records
- VAIO
- Buy n Large

Planetas y otros:
- Universal Studios, lugar donde transcurren los hechos
- Sony Ericsson, Luna de Universal
- Pepsi
- Internet Explorer
- Master Card
- NASA
- Milky Way como la galaxia

## Parodia
El inicio del corto fue parodiado en el episodio Un árbol crece en Springfield, perteneciente a la vigésimo cuarta temporada de Los Simpson. Dicho episodio termina con un pequeño corto inspirado en este corto. 
- Datos: Q1868118